# Eubelodon morrilli
L'eubelodonte (Eubelodon morrilli) è un mammifero estinto, appartenente ai proboscidati. Visse nel Miocene medio-superiore (circa 15-10 milioni di anni fa) e i suoi resti fossili sono stati ritrovati in Nordamerica.

## Descrizione
Questo animale doveva essere piuttosto simile a un odierno elefante sia per forma del corpo che per dimensioni. Una differenza fondamentale era data dalla forma del cranio: lungo e basso, era probabilmente dotato di una proboscide leggermente più corta rispetto a quella delle forme attuali. I molari erano forniti di creste notevolmente diverse da quelle degli elefanti odierni. Un'altra caratteristica insolita di Eubelodon risiedeva nella mandibola: questa era allungata e sottile, e terminava in una struttura appuntita ma simile a una doccia. Al contrario di altre forme simili quali Gomphotherium, Eubelodon era sprovvisto di zanne mandibolari.

## Classificazione

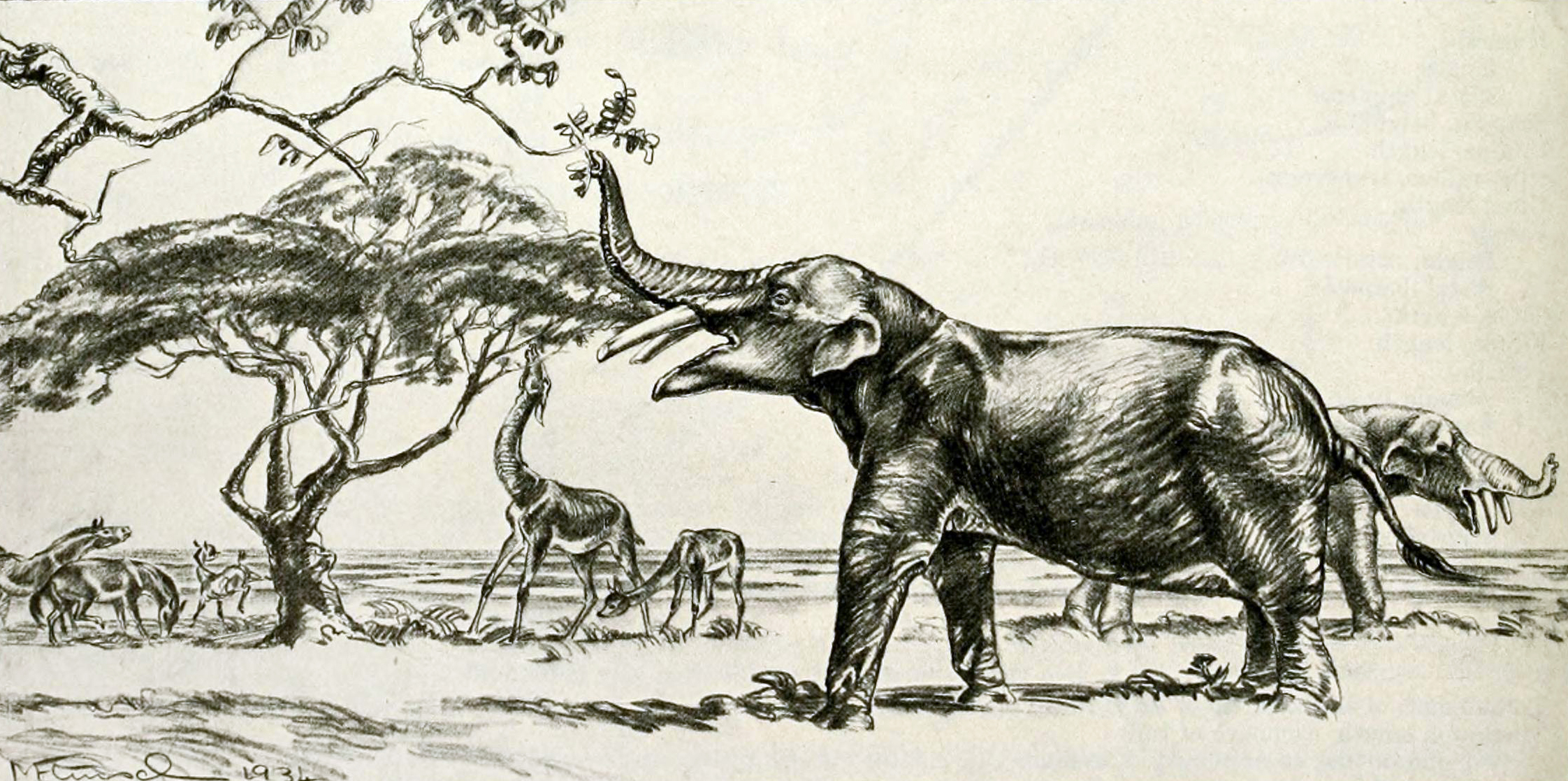
Ricostruzione di Eubelodon morrilli, 1934.

Eubelodon morrilli venne descritto per la prima volta nel 1914 da Barbour, sulla base di fossili ritrovati in Nebraska. Questo animale fa parte dei gonfoteriidi, un gruppo di proboscidati affini agli elefanti, anche se dotati di caratteristiche diverse come la forma dei molari e la presenza (solitamente) di due lunghe zanne inferiori. Eubelodon, tuttavia, era sprovvisto di zanne inferiori e potrebbe far parte di una radiazione evolutiva di gonfoteri nordamericani sprovvisti di zanne inferiori e dotati invece di sinfisi mandibolari a doccia, come Gnathabelodon e Megabelodon.
Non è chiaro, in ogni caso, se questi animali formassero un insieme tassonomico unitario, discendenti di un antenato comune, o fossero piuttosto forme separate dall'aspetto simile, sviluppatesi secondo un processo di evoluzione convergente in risposta a un medesimo habitat.